# Dani Smúlevic-Róm
Daniel Smúlevic-Róm, héberül: דני (רום) שמולביץ (Haifa, 1940. november 29. – ?, 2021. január 18.) izraeli válogatott labdarúgó.

## Pályafutása

### Klubcsapatban
1957 és 1973 között a Makkabi Haifa játékosa volt. 

### A válogatottban
1960 és 1970 között 29 alkalommal szerepelt az izraeli válogatottban. Részt vett az 1970-es világbajnokságon.